# The Elders

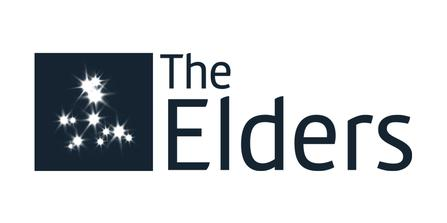
Logo

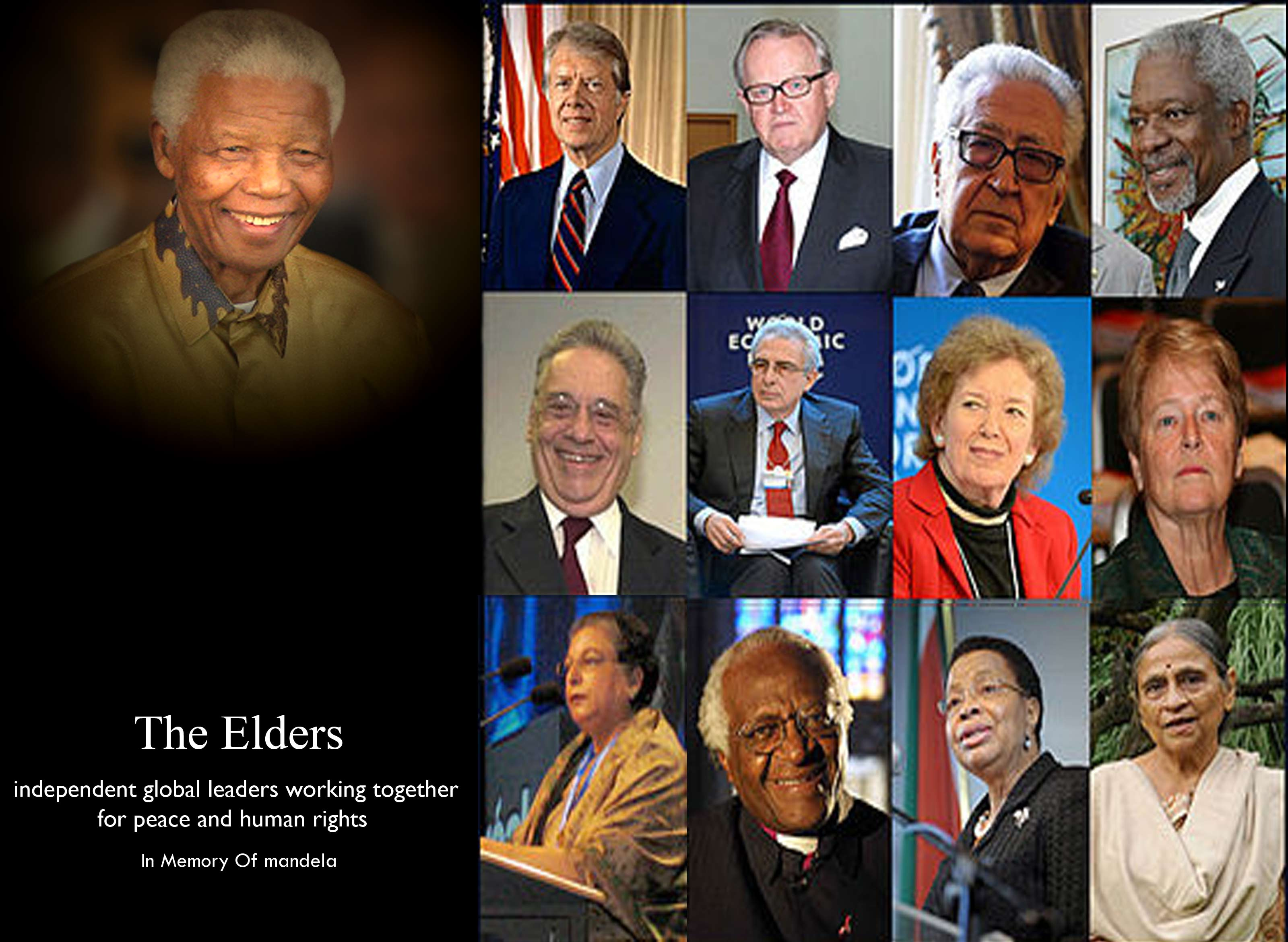
The Elders (2013)

The Elders is een raad van voormalige regeringsleiders en andere prominente personen. The Elders hebben als doel om globale problemen op te lossen, zoals aids, gewapende conflicten en armoede, en te helpen bij het oplossen van conflicten.
The Elders is een idee van de Britse ondernemer Richard Branson en de Britse zanger Peter Gabriel, met het idee van de traditionele dorpswijzen als basis. Samen met Nelson Mandela, Desmond Tutu en Graça Machel hebben ze het idee verder uitgewerkt. Op 18 juli 2007 werd The Elders dan officieel gelanceerd met een toespraak van Nelson Mandela in Johannesburg, Zuid-Afrika. Van 1 juli 2008 tot 8 mei 2012 was Mabel Wisse Smit de algemeen directeur van The Elders. Zij trad terug vanwege haar persoonlijke situatie.

## Elders en ondersteuning
The Elders wordt gesteund door onder meer Richard Branson en de United Nations Foundation.
De leden van The Elders zijn in 2025:
Voorzitter
- Juan Manuel Santos: voormalig president van Colombia en Nobelprijswinnaar

Vice-voorzitter
- Graça Machel: vrouwen- en kinderrechtenactiviste (weduwe van Nelson Mandela)

Overige leden
- Gro Harlem Brundtland: voormalige premier van Noorwegen; (vice-voorzitter)
- Helen Clark: voormalig premier van Nieuw-Zeeland
- Elbegdorj Tsakhia: voormalig premier van en president van Mongolië
- Zeid Ra'ad Al Hussein: voormalig hoge commissaris voor de Mensenrechten van de VN
- Hina Jilani: Pakistaans advocate en mensenrechtenactiviste
- Ellen Johnson Sirleaf: voormalig president van Liberia en Nobelprijswinnaar
- Denis Mukwege: expert op het vlak van seksueel geweld in conflictgebieden en winnaar van de Nobelprijs voor de Vrede
- Mary Robinson: voormalige president van Ierland
- Ernesto Zedillo: voormalig president van Mexico

Oud-leden
- Li Zhaoxing: oud-minister van buitenlandse zaken van China[6]
- Aung San Suu Kyi: oppositieleider, teruggetreden bij haar verkiezing in het Myanmarees parlement[7]

Teruggetreden
- Ban Ki-moon: voormalige Secretaris-generaal van de Verenigde Naties
- Lakhdar Brahimi: voormalig speciaal gezant van de VN
- Fernando Henrique Cardoso: voormalig president van Brazilië
- Ricardo Lagos: voormalig president van Chili
- Muhammad Yunus: microkredietpionier en winnaar van de Nobelprijs voor de Vrede[8]

Overleden
- Martti Ahtisaari, voormalig president van Finland, winnaar van de Nobelprijs voor de Vrede
- Ela Bhatt: Indisch vakbondsleidster
- Desmond Tutu: winnaar van de Nobelprijs voor de Vrede;
- Kofi Annan: voormalige secretaris-generaal van de Verenigde Naties;
- Nelson Mandela: voormalige president van Zuid-Afrika en winnaar van de Nobelprijs voor de Vrede;
- Jimmy Carter: voormalige president van de Verenigde Staten en winnaar van de Nobelprijs voor de Vrede.